# 1/4
1/4（4分の1、よんぶんのいち、しぶんのいち）は、0 と 1 の間にある有理数の一つであり、4 の逆数である。小数表示は 0.25 である。

## 数学的性質
- 1 ÷ 4 に等しい。
- 1/2 の自乗に等しい。1/4 = (1/2)2
- 単偶数の 1/4 は半整数である。
- {\displaystyle {\sqrt {\sqrt {x}}}} は {\displaystyle x^{\frac {1}{4}}} に等しい。
- 級数 1 − 2 + 3 − 4 + … は 1/4 に収束すると考えることもできる。

### 他の進数における性質
- 1/4は、素因数に2が含まれているN進法であれば有限小数になる。
  - 1/4 = 0.01(2) = 0.0202…(3) = 0.1111…(5) = 0.13(6) = 0.2(8) = 0.2222…(9) = 0.25(10) = 0.3(12) = 0.3B3B…(15) = 0.4(16) = 0.49(18) = 0.5(20) になる。(下線部は循環節)

## その他1/4に関すること
- 全体に占める割合が 1/4 の物を、日本語では四半（例：四半期、四半世紀）、英語では quarter という（ラテン語で 1/4 を意味する quartus から）。
- 日本語ではこのほか小半（こなから）という呼び方もある。酒・米で1升の1/4に当たる2合5勺を「こなから（小半・二合半）」と呼び、この語は転じて「少量」の意味にもなった。
- 中国数学では弱半と呼ぶ。
- 日本では、4人の祖父母のうち1人だけが外国人である人をクォーターという。民族などが異なる血が 1/4 流れている人、という意味である。
- 日本国憲法第53条では臨時国会について「いずれかの議院の総議員の四分の一以上の要求があれば、内閣は、その召集を決定しなければならない。」と規定している。
- かつてFIFAワールドカップ・予選にて、1/4枠が振り分けられたサッカー連盟があった。
  - 1966年イングランドW杯予選では、AFCとOFCに 1/4枠が振り分けられた。しかし、枠の振り分けに不満を持った AFC、OFC、予選で同組に入れられたCAFはFIFAに提訴するも却下され、予選出場を辞退・不参加（日本も含む）する国が続出した（詳細は1966 FIFAワールドカップ・アフリカ・アジア・オセアニア予選を参照）。
  - 1994年アメリカW杯予選では、OFCに 1/4枠が振り分けられた。オーストラリアがオセアニア予選を勝ち抜き、大陸間プレーオフに出場。2連勝すればW杯出場だったが、1戦目のカナダ（北中米カリブ海予選2位チーム）に勝つも、2戦目のアルゼンチンに敗れ、本大会出場を逃した（詳細は1994 FIFAワールドカップ・予選を参照）。
- 旧約聖書
  - 出エジプト記
    - 「そして、朝ささげる雄羊には四分の一ヒンのオリーブを砕いて取った油を混ぜた十分の一エファの小麦粉と、四分の一ヒンのぶどう酒の献げ物を加える。」(出エジプト記 29章 40節)

  - レビ記
    - 「それと共に穀物の献げ物、すなわち、十分の二エファの上等の小麦粉にオリーブ油を混ぜたものを、燃やして主にささげる宥めの香りとし、更に四分の一ヒンのぶどう酒をぶどう酒の献げ物としてささげる。」(レビ記 23章 13節)

  - 民数記
    - 「奉納者は十分の一エファの上等の小麦粉に四分の一ヒンのオリーブ油を混ぜた穀物の献げ物を主に対する献げ物としてささげる。また、焼き尽くす献げ物あるいは和解の献げ物に加え、小羊一匹につき四分の一ヒンのぶどう酒をぶどう酒の献げ物としてささげる。」(民数記 15章 4-5節)
    - 「それと共に、上等の小麦粉十分の一エファに上質のオリーブを砕いて取った油四分の一ヒンを混ぜて作った穀物の献げ物をささげる。」(民数記 28章 5節)
    - 「それに添えるぶどう酒の献げ物は、羊一匹について四分の一ヒンとし、聖所で、主に対するぶどう酒の献げ物として、酒を注ぐ。」(民数記 28章 7節)
    - 「それに添えるぶどう酒の献げ物は、雄牛一頭についてぶどう酒二分の一ヒン、雄羊一匹について三分の一ヒン、小羊一匹について四分の一ヒンとする。以上が一年を通じて毎月ささげる焼き尽くす献げ物である。」(民数記 28章 14節)

  - サムエル記上
    - 「若者はまたサウルに答えて言った。「御覧ください。ここに四分の一シェケルの銀があります。これを神の人に差し上げて、どうしたらよいのか教えていただきましょう。」(サムエル記上 9章 8節)

  - 列王記下
    - 「サマリアは大飢饉に見舞われていたが、それに包囲が加わって、ろばの頭一つが銀八十シェケル、鳩の糞四分の一カブが五シェケルで売られるようになった。」(列王記下 6章 25節)

  - ネヘミヤ記
    - 「彼らは自分の立場に立ち、その日の四分の一の時間は、彼らの神、主の律法の書を朗読して過ごし、他の四分の一の時間は、彼らの神、主の前に向かって罪を告白し、ひれ伏していた。」(ネヘミヤ記 9章 3節)
- 新約聖書
  - ヨハネの黙示録
    - 「そして見ていると、見よ、青白い馬が現れ、乗っている者の名は「死」といい、これに陰府が従っていた。彼らには、地上の四分の一を支配し、剣と飢饉と死をもって、更に地上の野獣で人を滅ぼす権威が与えられた。」(ヨハネの黙示録 6章 8節)

## 符号位置
| 記号 | Unicode | JIS X 0213 | 文字参照               | 名称   |
| ---- | ------- | ---------- | ---------------------- | ------ |
| ¼    | U+00BC  | 1-9-19     | &frac14; &#xBC; &#188; | 4分の1 |